# Bornes à bonnet phrygien (Viry-Châtillon)
Les Bornes à bonnet phrygien sont des monuments situés à Viry-Châtillon, en France.

## Description
Les monuments sont conservés à Viry-Châtillon sur la route de Corbeil à Versailles ; avenue Marmont et rue Octave-Longuet pour la borne numéro 11 et dans le parc André-Leblanc pour la borne numéro 12.

## Historique
Les bornes portent les numéros 11 et 12 et un médaillon orné d'un bonnet phrygien.
Ces monuments sont inscrits au titre des monuments historiques depuis le 22 mars 1934.